# Campeonato Mundial de Ciclismo BMX de 2006
El XI Campeonato Mundial de Ciclismo BMX se celebró en São Paulo (Brasil) entre el 29 y el 30 de julio de 2006 bajo la organización de la Unión Ciclista Internacional (UCI) y la Federación Brasileña de Ciclismo.

## Resultados

### Masculino
| Evento  | Oro                            | Plata                             | Bronce                     |
| ------- | ------------------------------ | --------------------------------- | -------------------------- |
| Carrera | Javier Colombo Argentina       | Randy Stumpfhauser Estados Unidos | Michael Day Estados Unidos |
| Cruiser | Donald Robinson Estados Unidos | Daniel Caluag Estados Unidos      | Damien Godet Francia       |

### Femenino
| Evento  | Oro                           | Plata                         | Bronce                      |
| ------- | ----------------------------- | ----------------------------- | --------------------------- |
| Carrera | Willy Kanis · Países Bajos    | María Gabriela Díaz Argentina | Cécile Lazzarotto Francia   |
| Cruiser | Laëtitia Le Corguillé Francia | Samantha Cools · Canadá       | María Belén Dutto Argentina |

## Medallero
| Núm. | País           | Oro | Plata | Bronce | Total |
| ---- | -------------- | --- | ----- | ------ | ----- |
| 1    | Estados Unidos | 1   | 2     | 1      | 4     |
| 2    | Argentina      | 1   | 1     | 1      | 3     |
| 3    | Francia        | 1   | 0     | 2      | 3     |
| 4    | Países Bajos   | 1   | 0     | 0      | 1     |
| 5    | Canadá         | 0   | 1     | 0      | 1     |
|      | TOTAL          | 4   | 4     | 4      | 12    |